# Haddoniidae
Haddoniidae es una familia de foraminíferos bentónicos de la superfamilia Coscinophragmatoidea, del suborden Biokovinina y del orden Loftusiida.
Su rango cronoestratigráfico abarca desde el Eoceno superior hasta la Actualidad.

## Discusión
Clasificaciones previas incluían Haddoniidae en el suborden Textulariina y en el orden Textulariida.

## Clasificación
Haddoniidae incluye a los siguientes géneros:
- Haddonia
- Stylolina †